# Gentoo/FreeBSD
Gentoo/FreeBSD je Unix-like operační systém vyvíjený vývojáři Gentoo Linuxu s cílem přenést design, strukturu a nástroje (jako Portage a Gentoo Linux baselayout) Gentoo Linuxu na operační systém FreeBSD. Gentoo/FreeBSD je částí většího projektu Gentoo/*BSD (který je součástí Gentoo/Alt). Projekt je stále ve vývoji, ale v současnosti je téměř zcela funkční a je možné jej nainstalovat z mirror serverů Gentoo (krátký návod).

## Důvody vzniku
Projekt Gentoo/FreeBSD si klade za cíl vytvořit systém používající layout a systém init skriptů Gentoo Linuxu, ale bežící nad jádrem FreeBSD.
Gentoo/FreeBSD také používá GNU toolchain z Gentoo Linuxu namísto originálního z FreeBSD.
ebuildy pro systém FreeBSD jsou integrovány v hlavním portage stromu, nicméně jsou daleko od kompletního stavu, protože je nutné množství balíčků portovat a protože je potřeba vytvořit oficiální bootROM (LiveCD) (nyní se pro instalaci používá FreeSBIE LiveCD nebo FreeBSD setup CD).

## Logo
Současným (polo)oficiálním logem pro Gentoo/FreeBSD je „zdémonizované“ písmeno G, jež je odvozeno od originálního loga Gentoo Linuxu (odtud písmeno G) a inspirováno BSD Daemonem. Vytvořil ho Marius Morawski.